# Cixius gayi
Cixius gayi är en insektsart som beskrevs av Maximilian Spinola 1852. Cixius gayi ingår i släktet Cixius och familjen kilstritar. Inga underarter finns listade i Catalogue of Life.